# PC-FXGA

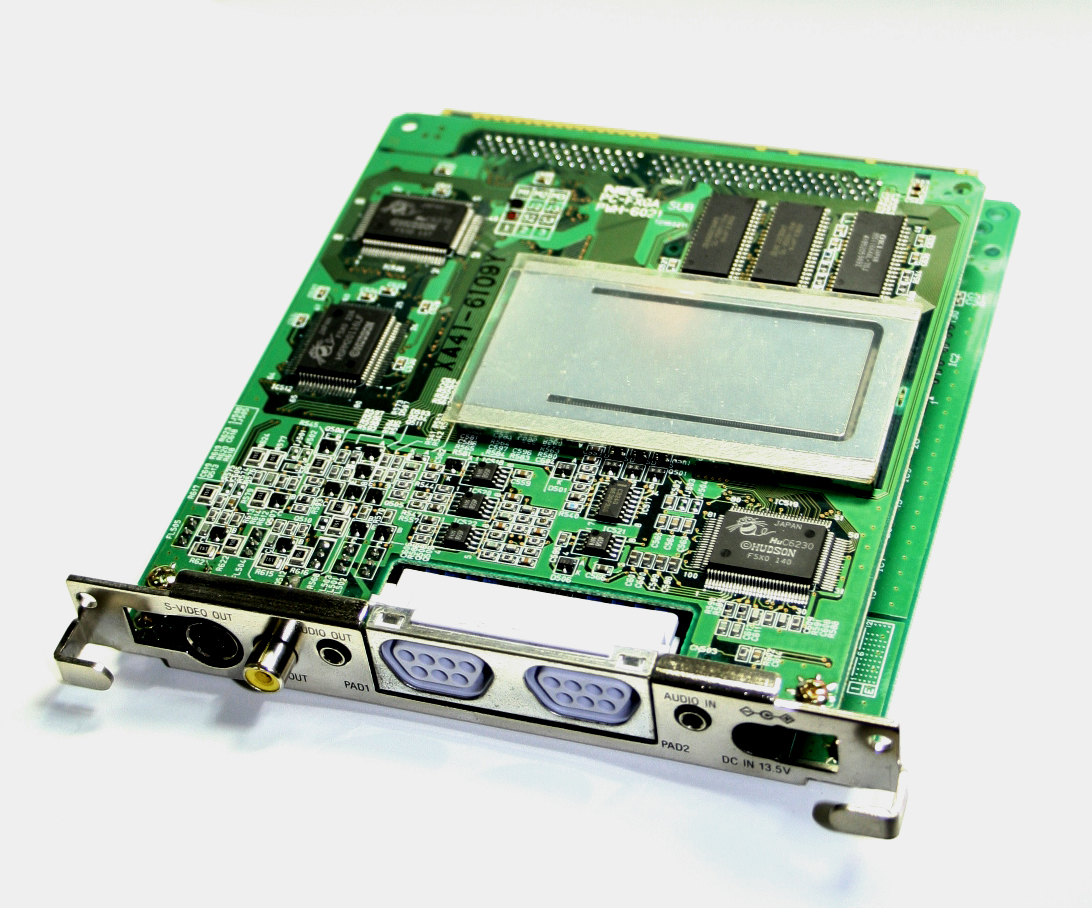

PC-FXGA는 NEC 홈 일렉트로닉스에서 발매된 PC-FX 호환의 PC용 확장 보드이다. GA는 게임 엑셀러레이터(Game Accelerator)란 뜻이다.
1995년 12월 8일 일본에서 PC9801용이 발매되었다. 후에 DOS/V용도 발매되었으며, 대기업의 매장에서 싼 가격으로 판매하여 대량으로 퍼지게 되었다. 게임 화면을 PC의 모니터로 출력하지 못하고, 컨트롤러를 PC 뒤쪽으로 연결해야 하는 등의 게임기로써의 편리성에 문제가 있었다. 또, 보드 자체가 너무 큰 점으로 혹평을 받기도 하였다. 특징은 3D 폴리곤 프로세서가 채용되어서 플레이스테이션과 비슷한 수준의 그래픽을 구축할 수 있다는 점이다.
또한 별매 개발 환경(GMAKER 스타터 키트)을 통해 사용자가 프로그램을 자작할 수도 있었다.